# Fußball-Asienmeisterschaft 2019/Gruppe B
| Pl. | Land       | Sp. | S | U | N | Tore    | Diff. | Punkte |
| --- | ---------- | --- | - | - | - | ------- | ----- | ------ |
| 1.  | Jordanien  | 3   | 2 | 1 | 0 | 003:000 | +3    | 07     |
| 2.  | Australien | 3   | 2 | 0 | 1 | 006:300 | +3    | 06     |
| 3.  | Palästina  | 3   | 0 | 2 | 1 | 000:300 | −3    | 02     |
| 4.  | Syrien     | 3   | 0 | 1 | 2 | 002:500 | −3    | 01     |

Die Gruppe B der Fußball-Asienmeisterschaft 2019 war eine der sechs Gruppen des Turniers. Die ersten beiden Spiele wurden am 6. Januar 2019 ausgetragen, der letzte Spieltag fand am 15. Januar 2019 statt. Die Gruppe bestand aus den Nationalmannschaften aus Australien, Syrien, Palästina und Jordanien.

## Australien – Jordanien 0:1 (0:1)
| Australien                                                                      | Australien | Jordanien | Jordanien | Aufstellung                            |
| ------------------------------------------------------------------------------- | --- | --- | --------- | -------------------------------------- |
| Australien                                                                      | \| 1. Spieltag \| \| 6. Januar 2019 um 15:00 Uhr (12:00 Uhr MEZ) in al-Ain (Hazza Bin Zayed Stadium) \| \| Zuschauer: 4.934 \| \| Schiedsrichter: Ahmed al-Kaf ( Oman) \| \| Spielbericht \|                                                           | \| 1. Spieltag \| \| 6. Januar 2019 um 15:00 Uhr (12:00 Uhr MEZ) in al-Ain (Hazza Bin Zayed Stadium) \| \| Zuschauer: 4.934 \| \| Schiedsrichter: Ahmed al-Kaf ( Oman) \| \| Spielbericht \|                                                                                                   | Jordanien | Aufstellung Australien gegen Jordanien |
| Australien                                                                      | Mathew Ryan – Josh Risdon (46. Rhyan Grant), Miloš Degenek, Trent Sainsbury, Aziz Behich – Mark Milligan , Massimo Luongo (74. Jackson Irvine), Awer Mabil, Tom Rogic, Robbie Kruse (55. Chris Ikonomidis) – Jamie Maclaren Cheftrainer: Graham Arnold | Amer Shafi – Feras Shelbaieh, Tareq Khattab, Anas Bani Yaseen, Salem al-Ajalin – Baha’ Abdel-Rahman, Saeed Murjan (90. Ahmed Samir), Yousef al-Rawashdeh, Yaseen al-Bakhit (88. Ahmad Ersan), Khalil Bani Attiah – Musa al-Taamari (72. Baha’ Faisal) Cheftrainer: Vital Borkelmans ( Belgien) | Jordanien | Aufstellung Australien gegen Jordanien |
| Australien                                                                      | 0:1 Bani Yaseen (26.) | | Jordanien | Aufstellung Australien gegen Jordanien |
| Australien                                                                      | Sainsbury (28.) | al-Taamari (51.) | Jordanien | Aufstellung Australien gegen Jordanien |
| Australien                                                                      | Spieler des Spiels: Anas Bani Yaseen (Jordanien) | | Jordanien | Aufstellung Australien gegen Jordanien |
| 1. Spieltag                                                                     | | |           |                                        |
| 6. Januar 2019 um 15:00 Uhr (12:00 Uhr MEZ) in al-Ain (Hazza Bin Zayed Stadium) | | |           |                                        |
| Zuschauer: 4.934                                                                | | |           |                                        |
| Schiedsrichter: Ahmed al-Kaf ( Oman)                                            | | |           |                                        |
| Spielbericht                                                                    | | |           |                                        |

## Syrien – Palästina 0:0
| Syrien                                                                      | Syrien | Palästina | Palästina | Aufstellung                        |
| --------------------------------------------------------------------------- | --- | --- | --------- | ---------------------------------- |
| Syrien                                                                      | \| 1. Spieltag \| \| 6. Januar 2019 um 20:00 Uhr (17:00 Uhr MEZ) in Schardscha (Sharjah Stadium) \| \| Zuschauer: 8.471 \| \| Schiedsrichter: Ravshan Ermatov ( Usbekistan) \| \| Spielbericht \|                                                                                  | \| 1. Spieltag \| \| 6. Januar 2019 um 20:00 Uhr (17:00 Uhr MEZ) in Schardscha (Sharjah Stadium) \| \| Zuschauer: 8.471 \| \| Schiedsrichter: Ravshan Ermatov ( Usbekistan) \| \| Spielbericht \| | Palästina | Aufstellung Syrien gegen Palästina |
| Syrien                                                                      | Ibrahim Alma – Ahmad al-Salih, Jehad al-Baour, Abdul Malek al-Anizan, Moayad Ajan, – Tamer Haj Mohamad (81. Ahmed Ashkar), Zaher Midani (73. Mohammed Osman), Osama Omari (41. Youssef Kalfa), Omar Khribin, Fahd Youssef – Omar al-Somah Cheftrainer: Bernd Stange ( Deutschland) | Rami Hamadeh – Musab al-Battat, Mohammed Saleh, Abdelatif Bahdari , Abdullah Jaber – Mohammed Darweesh, Jonathan Cantillana (76. Shadi Shaban), Tamer Seyam, Pablo Tamburrini (64. Alexis Norambuena), Sameh Maraaba – Yashir Islame (82. Mahmoud Wadi) Cheftrainer: Noureddine Ould Ali ( Algerien) | Palästina | Aufstellung Syrien gegen Palästina |
| Syrien                                                                      | Haj Mohamad (76.), Ashkar (90.+2') | Cantillana (5.), Saleh (43.), al-Battat (59.) | Palästina | Aufstellung Syrien gegen Palästina |
| Syrien                                                                      | Saleh (68.) | | Palästina | Aufstellung Syrien gegen Palästina |
| Syrien                                                                      | Spieler des Spiels: Abdelatif Bahdari (Palästina) | | Palästina | Aufstellung Syrien gegen Palästina |
| 1. Spieltag                                                                 | | |           |                                    |
| 6. Januar 2019 um 20:00 Uhr (17:00 Uhr MEZ) in Schardscha (Sharjah Stadium) | | |           |                                    |
| Zuschauer: 8.471                                                            | | |           |                                    |
| Schiedsrichter: Ravshan Ermatov ( Usbekistan)                               | | |           |                                    |
| Spielbericht                                                                | | |           |                                    |

## Jordanien – Syrien 2:0 (2:0)
| Jordanien                                                                          | Jordanien | Syrien | Syrien | Aufstellung                        |
| ---------------------------------------------------------------------------------- | --- | --- | ------ | ---------------------------------- |
| Jordanien                                                                          | \| 2. Spieltag \| \| 10. Januar 2019 um 17:30 Uhr (14:30 Uhr MEZ) in al-Ain (Khalifa Bin Zayed Stadium) \| \| Zuschauer: 9.152 \| \| Schiedsrichter: Kim Dong-jin ( Südkorea) \| \| Spielbericht \|                                                                         | \| 2. Spieltag \| \| 10. Januar 2019 um 17:30 Uhr (14:30 Uhr MEZ) in al-Ain (Khalifa Bin Zayed Stadium) \| \| Zuschauer: 9.152 \| \| Schiedsrichter: Kim Dong-jin ( Südkorea) \| \| Spielbericht \|                                                                                          | Syrien | Aufstellung Jordanien gegen Syrien |
| Jordanien                                                                          | Amer Shafi – Feras Shelbaieh, Anas Bani Yaseen, Salem al-Ajalin, Tareq Khattab – Yousef al-Rawashdeh (52. Ahmed Samir), Baha’ Abdel-Rahman, Saeed Murjan, Khalil Bani Attiah – Yaseen al-Bakhit, Musa al-Taamari (85. Ahmad Ersan) Cheftrainer: Vital Borkelmans ( Belgien) | Ibrahim Alma – Ahmad al-Salih, Fahd Youssef (70. Youssef Kalfa), Jehad al-Baour (82. Khaled Mobayed), Moayad Ajan – Abdul Malek al-Anizan, Tamer Haj Mohamad, Mohammed Osman, Mardik Mardikian (46. Mahmoud al-Mawas) – Omar Khribin, Omar al-Somah Cheftrainer: Bernd Stange ( Deutschland) | Syrien | Aufstellung Jordanien gegen Syrien |
| Jordanien                                                                          | 1:0 al-Taamari (26.) 2:0 Khattab (43.) | | Syrien | Aufstellung Jordanien gegen Syrien |
| Jordanien                                                                          | al-Taamari (80.) | Mardikian (2.), al-Anizan (33.), al-Baour (80.) | Syrien | Aufstellung Jordanien gegen Syrien |
| Jordanien                                                                          | Spieler des Spiels: Tareq Khattab (Jordanien) | | Syrien | Aufstellung Jordanien gegen Syrien |
| 2. Spieltag                                                                        | | |        |                                    |
| 10. Januar 2019 um 17:30 Uhr (14:30 Uhr MEZ) in al-Ain (Khalifa Bin Zayed Stadium) | | |        |                                    |
| Zuschauer: 9.152                                                                   | | |        |                                    |
| Schiedsrichter: Kim Dong-jin ( Südkorea)                                           | | |        |                                    |
| Spielbericht                                                                       | | |        |                                    |

## Palästina – Australien 0:3 (0:2)
| Palästina                                                                 | Palästina | Australien | Australien | Aufstellung                            |
| ------------------------------------------------------------------------- | --- | --- | ---------- | -------------------------------------- |
| Palästina                                                                 | \| 2. Spieltag \| \| 11. Januar 2019 um 15:00 Uhr (12:00 Uhr MEZ) in Dubai (al-Rashid Stadium) \| \| Zuschauer: 11.915 \| \| Schiedsrichter: Valentin Kovalenko ( Usbekistan) \| \| Spielbericht \|                                                                                               | \| 2. Spieltag \| \| 11. Januar 2019 um 15:00 Uhr (12:00 Uhr MEZ) in Dubai (al-Rashid Stadium) \| \| Zuschauer: 11.915 \| \| Schiedsrichter: Valentin Kovalenko ( Usbekistan) \| \| Spielbericht \|                                                          | Australien | Aufstellung Palästina gegen Australien |
| Palästina                                                                 | Rami Hamadeh – Musab al-Battat, Abdelatif Bahdari , Alexis Norambuena, Abdullah Jaber – Mahmoud Wadi (77. Khaled Salem), Mohammed Darweesh, Shadi Shaban, Nazmi Albadawi (71. Mohammed Bassim), Tamer Seyam – Jonathan Cantillana (57. Oday Dabbagh) Cheftrainer: Noureddine Ould Ali ( Algerien) | Mathew Ryan – Rhyan Grant, Miloš Degenek, Trent Sainsbury, Aziz Behich – Mark Milligan , Jackson Irvine, Awer Mabil (87. Robbie Kruse), Tom Rogic (75. Massimo Luongo), Chris Ikonomidis – Jamie Maclaren (82. Apostolos Giannou) Cheftrainer: Graham Arnold | Australien | Aufstellung Palästina gegen Australien |
| Palästina                                                                 | 0:1 Maclaren (18.) 0:2 Mabil (20.) 0:3 Giannou (90.) | | Australien | Aufstellung Palästina gegen Australien |
| Palästina                                                                 | Cantillana (35.) | Rogic (56.), Sainsbury (83.) | Australien | Aufstellung Palästina gegen Australien |
| Palästina                                                                 | Spieler des Spiels: Awer Mabil (Australien) | | Australien | Aufstellung Palästina gegen Australien |
| 2. Spieltag                                                               | | |            |                                        |
| 11. Januar 2019 um 15:00 Uhr (12:00 Uhr MEZ) in Dubai (al-Rashid Stadium) | | |            |                                        |
| Zuschauer: 11.915                                                         | | |            |                                        |
| Schiedsrichter: Valentin Kovalenko ( Usbekistan)                          | | |            |                                        |
| Spielbericht                                                              | | |            |                                        |

## Australien – Syrien 3:2 (1:1)
| Australien                                                                         | Australien | Syrien | Syrien | Aufstellung                         |
| ---------------------------------------------------------------------------------- | --- | --- | ------ | ----------------------------------- |
| Australien                                                                         | \| 3. Spieltag \| \| 15. Januar 2019 um 17:30 Uhr (17:30 Uhr MEZ) in al-Ain (Khalifa Bin Zayed Stadium) \| \| Zuschauer: 10.492 \| \| Schiedsrichter: César Arturo Ramos ( Mexiko) \| \| Spielbericht \|                                                       | \| 3. Spieltag \| \| 15. Januar 2019 um 17:30 Uhr (17:30 Uhr MEZ) in al-Ain (Khalifa Bin Zayed Stadium) \| \| Zuschauer: 10.492 \| \| Schiedsrichter: César Arturo Ramos ( Mexiko) \| \| Spielbericht \|                                                                | Syrien | Aufstellung Australien gegen Syrien |
| Australien                                                                         | Mathew Ryan – Rhyan Grant, Miloš Degenek, Mark Milligan , Aziz Behich – Jackson Irvine, Massimo Luongo (90.+1' Matthew Jurman), Awer Mabil (82. Robbie Kruse), Tom Rogic, Chris Ikonomidis – Jamie Maclaren (68. Apostolos Giannou) Cheftrainer: Graham Arnold | Ibrahim Alma – Hussein Jwayed (74. Abdul Malek al-Anizan), Omar Midani, Ahmad al-Salih, Moayad Ajan – Mahmoud al-Mawas, Tamer Haj Mohamad, Khaled Mobayed (83. Zaher Midani), Omar Khribin, Mohammed Osman (72. Fahd Youssef) – Omar al-Somah Cheftrainer: Fajr Ibrahim | Syrien | Aufstellung Australien gegen Syrien |
| Australien                                                                         | 1:0 Mabil (41.) 2:1 Ikonomidis (54.) 3:2 Rogic (90.+3') | 1:1 Khribin (43.) 2:2 al-Somah (80., Foulelfmeter) | Syrien | Aufstellung Australien gegen Syrien |
| Australien                                                                         | Luongo (62.) | al-Mawas (59.) | Syrien | Aufstellung Australien gegen Syrien |
| Australien                                                                         | Spieler des Spiels: Tom Rogic (Australien) | | Syrien | Aufstellung Australien gegen Syrien |
| 3. Spieltag                                                                        | | |        |                                     |
| 15. Januar 2019 um 17:30 Uhr (17:30 Uhr MEZ) in al-Ain (Khalifa Bin Zayed Stadium) | | |        |                                     |
| Zuschauer: 10.492                                                                  | | |        |                                     |
| Schiedsrichter: César Arturo Ramos ( Mexiko)                                       | | |        |                                     |
| Spielbericht                                                                       | | |        |                                     |

## Palästina – Jordanien 0:0
| Palästina                                                                              | Palästina | Jordanien | Jordanien | Aufstellung                           |
| -------------------------------------------------------------------------------------- | --- | --- | --------- | ------------------------------------- |
| Palästina                                                                              | \| 3. Spieltag \| \| 15. Januar 2019 um 17:30 Uhr (17:30 Uhr MEZ) in Abu Dhabi (Mohammed Bin Zayed Stadium) \| \| Zuschauer: 20.843 \| \| Schiedsrichter: Mohanad Qassim ( Irak) \| \| Spielbericht \|                                                                                        | \| 3. Spieltag \| \| 15. Januar 2019 um 17:30 Uhr (17:30 Uhr MEZ) in Abu Dhabi (Mohammed Bin Zayed Stadium) \| \| Zuschauer: 20.843 \| \| Schiedsrichter: Mohanad Qassim ( Irak) \| \| Spielbericht \|                                                      | Jordanien | Aufstellung Palästina gegen Jordanien |
| Palästina                                                                              | Rami Hamadeh – Mohammed Bassim (88. Alexis Norambuena), Abdelatif Bahdari , Musab al-Battat, Abdullah Jaber – Oday Dabbagh, Mohammed Darweesh (79. Nazmi Albadawi), Mohammed Saleh, Tamer Seyam, Yashir Islame (62. Khaled Salem) – Mahmoud Wadi Cheftrainer: Noureddine Ould Ali ( Algerien) | Amer Shafi – Feras Shelbaieh, Tareq Khattab, Anas Bani Yaseen, Ihsan Haddad – Khalil Bani Attiah, Baha’ Abdel-Rahman, Ahmad Ersan (82. Saleh Rateb), Saeed Murjan (63. Odai Khadr), Yaseen al-Bakhit – Ahmed Samir Cheftrainer: Vital Borkelmans ( Belgien) | Jordanien | Aufstellung Palästina gegen Jordanien |
| Palästina                                                                              | Seyam (19.), Wadi (88.) | Murjan (25.), Bani Yaseen (54.) | Jordanien | Aufstellung Palästina gegen Jordanien |
| Palästina                                                                              | Spieler des Spiels: Ahmed Samir (Jordanien) | | Jordanien | Aufstellung Palästina gegen Jordanien |
| 3. Spieltag                                                                            | | |           |                                       |
| 15. Januar 2019 um 17:30 Uhr (17:30 Uhr MEZ) in Abu Dhabi (Mohammed Bin Zayed Stadium) | | |           |                                       |
| Zuschauer: 20.843                                                                      | | |           |                                       |
| Schiedsrichter: Mohanad Qassim ( Irak)                                                 | | |           |                                       |
| Spielbericht                                                                           | | |           |                                       |